# P/2014 U4 (PANSTARRS)
P/2014 U4 (PANSTARRS) — одна з короткоперіодичних комет родини Юпітера. Комета була відкрита 28 жовтня 2014 року і мала 20.7m на час відкриття.